# Psectrocladius luteolus
Psectrocladius luteolus är en tvåvingeart som beskrevs av Maurice Emile Marie Goetghebuer 1921. Psectrocladius luteolus ingår i släktet Psectrocladius och familjen fjädermyggor.
Artens utbredningsområde är Belgien. Inga underarter finns listade i Catalogue of Life.